# Barrage de Kurpsai
Le barrage de Kurpsai est une centrale hydroélectrique sur la rivière Naryn, au Kirghizistan. Sa capacité est de 800 MW.